# 吉岡吉典
吉岡 吉典 （よしおか よしのり、1928年5月16日 - 2009年3月1日）は、日本の政治家、歴史研究家。元参議院議員（日本共産党公認、3期）。日本共産党中央委員会名誉役員。「キッテンさん」の愛称でも親しまれた。

## 来歴
島根県八束郡鹿島町（現･松江市）出身。旧制松江高等学校在籍中の1948年日本共産党へ入党するが、同校は程なくして中退。同級生には京都大学名誉教授の松尾尊兊がいる。松江地区委員長、島根県常任委員などを経て、1959年に赤旗編集局入り。編集局では中央機関紙編集委員や政治部長などを歴任する。
1986年の参院選に比例区から出馬し初当選、以後3期18年参議院議員を務めた後、2004年に引退を表明する。議員時代は労働・社会政策および懲罰の各委員長、党内では参議院議員団長を務めた。また1993年10月には、予算委員会で小沢一郎と建設業者との癒着問題を追及。その中で大手ゼネコン24社で構成される「裏選対」の存在を議員としては初めて暴露した。
2009年3月1日、韓国・ソウル市内で行われた三・一独立運動90周年記念のシンポジウムで講演を行った後、夕食会で心筋梗塞により倒れ、客死。

## エピソード
自民党衆議院議員石破茂が、回想として、
『私が防衛庁長官のときに、参議院議員選挙がありました。その時、その選挙で引退されるっていう共産党の参議院議員が、防衛庁に訪ねてこられたのです。秘書官たちはびっくりして、共産党の議員がアポをとって防衛庁長官のところに来るっていうのは例がありませんから、どうしましょうかっていうから、「いいじゃないか」って言ってお会いしました。1人で来られました。吉岡さんという方です。その方がおっしゃったのは、「私は今回で引退するが、その前に一言だけあなたにお礼を言いたかった」と。「あなたと私の主義主張は全く違う。今でも違う。だけどあなたは私の質問に正面から答えてくれた。共産党だからって等閑視するんじゃなく、一生懸命答えてくれた。それが嬉しくて引退するにあたってお礼を言いにきた」と。これは私の一生の誇りです。』
と、人柄についてのエピソードを述べている。

## 主著

### 単著
- 『米騒動五十年』（労働旬報社、1968年）
- 『日米安保体制論』（新日本出版社、1978年1月）
- 『有事立法とガイドライン』（新日本出版社、1979年4月）
- 『日本共産党アメリカを行く』（白石書店、1980年4月）
- 『韓国をみる視点』（白石書店、1980年11月）
- 『安保再改定論と日本の安全』（大月書店、1981年2月）
- 『日米関係の実像』（学習の友社、1981年12月）
- 『危機に立つ社会党』（新日本出版社、1982年6月）
- 『レーガン政権下の日米軍事同盟』（新日本出版社、1983年3月）
- 『軍縮・平和・安全への道』（新日本出版社、1983年10月）
- 『転機に立つ日本の政治』（新日本出版社、1984年10月）
- 『戦後軍縮交渉と核問題』（新日本出版社、1985年7月）
- 『いまなぜ国家機密法か』（新日本出版社、1985年11月）
- 『日本型ファシズムと革新の展望』（新日本出版社、1987年2月）
- 『歴史に学ぶもの逆らうもの』（新日本出版社、1988年12月）
- 『島根の先駆者たち（治安維持法犠牲者国家賠償要求同盟島根県支部、1991年）
- 『戦後半世紀の日本の政治』（新日本出版社、1991年12月）
- 『侵略の歴史と日本政治の戦後』（新日本出版社、1993年1月）
- 『日本の侵略と膨張』（新日本出版社、1996年2月）
- 『日清戦争から盧溝橋事件』（新日本出版社、1998年4月）
- 『史実が示す日本の侵略と「歴史教科書」』（新日本出版社、2002年5月）
- 『「日米同盟」と日本国憲法』（下町人間総合研究所、2004年9月）
- 『総点検日本の戦争はなんだったか』（新日本出版社、2007年4月）
- 『「韓国併合」100年と日本（新日本出版社、2009年11月）
- 『ILOの創設と日本の労働行政』（大月書店、2009年12月）

### 共著
- 『日・朝・中三国人民連帯の歴史と理論』（日本朝鮮研究所、1964年）安藤彦太郎、寺尾五郎、宮田節子との共著
- 『豊原五郎　獄中からの手紙』（豊原五郎をたたえる会編、[解説]吉岡吉典、刀江書院、1964年）
- 『日本と朝鮮』（『アジア・アフリカ講座』第3巻、勁草書房　1965年）
- 『日米安保条約』（労働旬報社、1968年）渡辺洋三、岡倉古志郎との共著
- 『日米安保条約全書』（労働旬報社、1968年）渡辺洋三との共著
- 『資料集20世紀の戦争と平和』（新日本出版社、2000年8月）新原昭治との共著
- 『東アジア共同体と勝海舟』（下町人間総合研究所、2009年1月）内藤功、石山久男他との共著
- 『勝海舟を軸に日本の近現代史を考える』（下町人間総合研究所、2009年2月）山口義夫、石山久男、宮地正人、梅田欽治、浅川保、鵜沢義行との共著